# Boloria transversa
Boloria transversa är en fjärilsart som beskrevs av Tutt 1896. Boloria transversa ingår i släktet Boloria och familjen praktfjärilar. Inga underarter finns listade i Catalogue of Life.